# Нил Столобенский
Нил Столобе́нский (конец XV века, Деревская пятина — 7 декабря 1555 года, остров Столобный на озере Селигер) — святой Русской православной церкви, основатель Нило-Столобенской пустыни. Причислен к лику святых как преподобный, память совершается 7 (20) декабря, 27 мая (9 июня) (обретение мощей), а также в Соборе Тверских святых и в Соборе Новгородских святых.

## Жизнеописание
О жизни преподобного Нила известно из его жития, написанного в конце XVI века иноком вологодской Свято-Троицкой Герасимовой пустыни Филофеем Пироговым на основе записей о жизни и чудесах преподобного, составленных Германом, первым игуменом Нило-Столобенской пустыни. Им же был составлен канон преподобному.

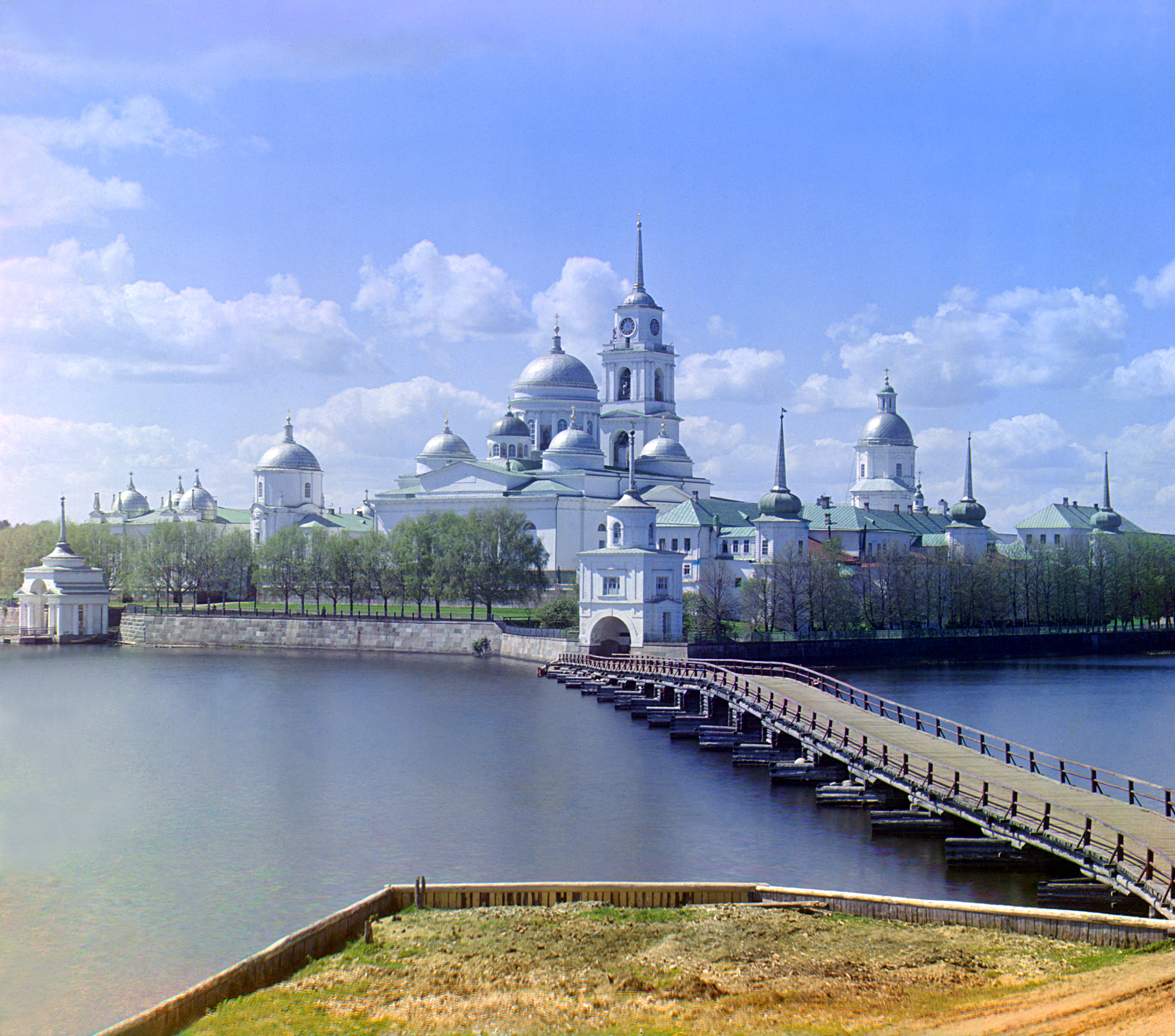
Нило-Столобенская пустынь, построенная на месте отшельничества преподобного Нила. Фотография Сергея Прокудина-Горского. 1910

Родился в конце XV века в Жабенском погосте Деревской пятины Новгородской земли; о его родителях и мирском имени сведения не сохранились. В раннем возрасте он осиротел и пришёл в Крыпецкий монастырь, где принял монашеский постриг с именем Нил в честь преподобного Нила Постника. Прожив в монастыре некоторое время, Нил покинул его и в 1515 году пришёл в лес близ речки Черемхи (Серемхи), где построил себе келью, в которой прожил отшельником 13 лет. Постепенно известия о поселившемся в лесу отшельнике стали распространяться, к Нилу начали приходить люди за наставлениями и молитвами. Тяготясь вниманием, он в 1528 году оставил свою Серемхскую пустынь и переселился на остров Столобный на озере Селигер.
На острове Нил вырыл себе землянку, в которой прожил первую зиму, а летом построил деревянную келью и часовню. Преподобный прожил в одиночестве на острове 27 лет; добывал себе пищу земледелием, принимал в дар рыбу от посещавших иногда остров рыбаков. Нил отличался особым аскетизмом: не желая спать лёжа, он вбил в стену кельи крюки и, опираясь на них, отдыхал.
Для своего погребения Нил заранее вырыл в часовне для себя могилу и поместил в неё вытесанный гроб, к которому приходил сокрушаться о своих грехах. Скончался преподобный Нил 7 декабря 1555 года. Перед смертью его посетил его духовник — настоятель Никольского Рожковского монастыря игумен Сергий, который исповедал и причастил его. Прибыв на остров на следующий день, Сергий и другие монахи нашли Нила мёртвым и совершили его погребение.
Через пять лет после смерти Нила над его могилой в часовне была устроена гробница, которую покрыли покровом. В 1595 году была написана первая икона преподобного, и вслед за этим, по мнению Евгения Голубинского, началось его местное почитание (начало общецерковного почитания остаётся неизвестным).

## Гимнография
Тропарь, глас 4

Яко светильник всесветел, / явился еси во острове Селигера езера, / преподобне отче Ниле, / ты бо, крест Христов от юности своея на рамо взем, / усердно Тому последовал еси, / чистотою Богови приближився, / отонудуже и чудес дарованием обогатился еси. / Тем и мы, притекающе к раце мощей твоих, умильно глаголем: / отче преподобне, / моли Христа Бога / спастися душам нашим.

Кондак, глас 8

Отечества, преподобне, удалився,/ в пустыню вселился еси,/ и, на остров Селигера езера возшед,/ жестоко житие показал еси,/ и, многих добродетельми удивив,/ дарования чудес от Христа приял еси./ Поминай нас, чтущих память твою, да зовем ти:// радуйся, Ниле, отче наш.

## Деревянная скульптура

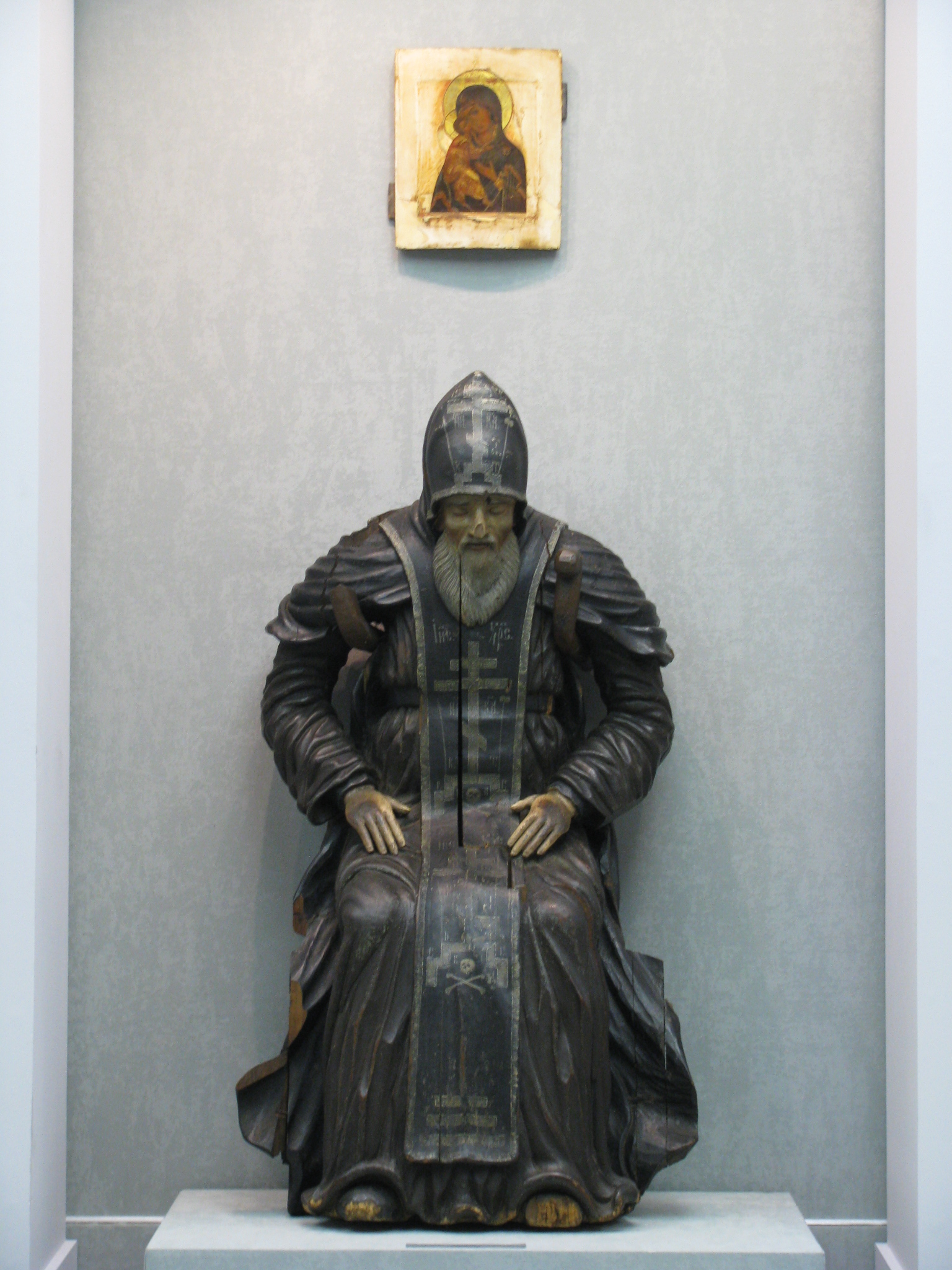
Скульптура XVIII века, почитается чудотворной (до реставрации)

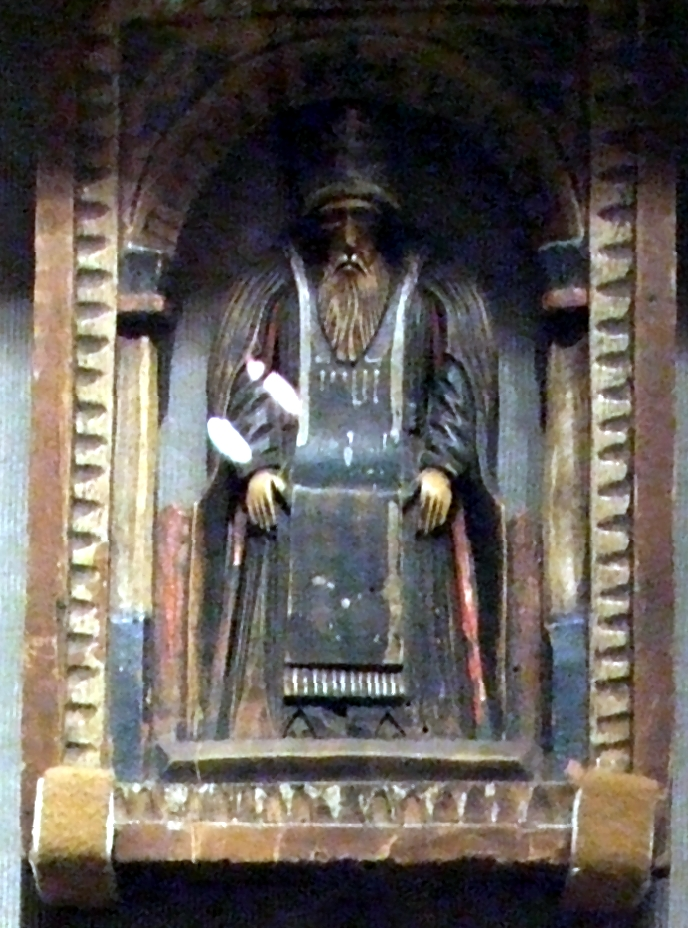

### Чудотворная скульптура святого
В музее «Наследие преподобного Нила», расположенном на территории Нило-Столобенской пустыни, находится изваяние «Нил Столобенский» — вырезанная из дерева и раскрашенная скульптура, почитаемая как чудотворная. Предположительно, она создана в 1770—1780-е годы. Скульптурный образ преподобного был выполнен для Покровского храма церкви Иоанна Предтечи Нило-Столобенской пустыни. Заведующая сектором научно-методической и педагогической работы Центрального музея древнерусской культуры и искусства имени Андрея Рублёва, доктор искусствоведения Тамара Барсегян предположила, что её автором мог быть лепщик, работавший над украшением храмов города Осташкова, Нило-Столобенской пустыни и Валаамского монастыря Кондратий Семёнович Конягин.

### Реплики чудотворной скульптуры
В иконографии образ преподобного Нила Столобенского получил наибольшее развитие в виде деревянной резной скульптуры или барельефов. В скульптурных изображениях «Нил Столобенский изображается сидящим со склонённой на грудь головой и опирающимся на деревянные костыли. В таком необычном положении измождённый старец скончался во время молитвы». Существуют две традиции таких изображений: в виде скульптуры высотой от 10 до 40 см или небольшого прорезного рельефа 20 на 25 см. Такие статуэтки изготавливались в большом количестве для паломников, посещавших Нило-Столобенскую пустынь. Известны и крупные скульптуры в человеческий рост, которые создавали по заказам частных лиц или для часовен и церквей. Скульптуры украшали вотивными приношениями (нательными крестами, образками, кольцами и серьгами, бусами, лоскутками ткани) в знак благодарности за исцеления по молитвам к святому.
Чёткой иконографии деревянная скульптура преподобного Нила не выработала (за исключением его позы) — «одни мастера изображали его как щуплого старика, другие — как былинного богатыря». Отмечают, что схиму преподобного на скульптурах традиционно окрашивают в чёрный цвет, однако известны отдельные скульптуры, расписанные яркими цветами и золочёные, при этом кресты и надписи на схиме являются рельефными.
Образ преподобного Нила Столобенского запечатлен на гербе Фировского района Тверской области.